# Angielina Golikowa
Angielina Romanowna Golikowa (ros. Ангелина Романовна Голикова, ur. 17 września 1991 w Moskwie) – rosyjska łyżwiarka szybka, czterokrotna medalistka mistrzostw świata.

## Kariera
Na dystansowych mistrzostwach świata w Inzell w 2019 roku zdobyła brązowy medal w sprincie drużynowym. Podczas rozgrywanych rok później mistrzostw świata w Salt Lake City była druga w tej konkurencji i na dystansie 500 m. Ponadto na mistrzostwach świata w Heerenveen w 2021 roku zdobyła złoty medal w biegu na 500 m. W 2014 roku wystąpiła igrzyskach olimpijskich w Soczi, zajmując 18. miejsce w biegu na 500 m. Brała też udział w igrzyskach w Pjongczangu w 2018 roku, gdzie była siódma na tym samym dystansie, a w biegu na 1000 m zajęła 22. miejsce.
W klasyfikacji końcowej Pucharu Świata na dystansie 500 m była druga w sezonach 2019/2020 i 2020/2021 oraz trzecia w sezonie 2017/2018.